# Język kumauni
Język kumauni, kumaoni – język indoaryjski z grupy pahari, używany przez ponad 2 mln osób w indyjskim stanie Uttarakhand, w pobliżu miast Almora i Nainital. Jeden z 325 oficjalnie uznanych języków Indii.
Przez UNESCO uznany za język zagrożony.
Wyróżnia się około 20 dialektów języka kumauni.

## Literatura w kumauni
Najbardziej znani pisarze:
- Gumani Pant
- Gourda
- Shailesh Matiyani (1931–2001)
- Mohan Upreti (1925–1997)
- Sher Singh Bisht, znany pod pseudonimem Sher Da Anpad
- Dev Singh Pokhariya
- Himanshu Joshi

## Kumaoni w mediach

### Filmy
- Megha Aa (pierwszy film w kumaoni)[6], reżyseria Kaka Sharma, 1987[7]
- Teri Saun[8], reżyseria Anuj Joshi[9], 2003.
- Aapun Biraan (Apne Paraye), wytwórnia Bhaskar Singh Rawat. 2007.
- Madhuli, wytwórnia Anamika Film, 2008[10].

### Programy radiowe
- Trans World Radio (USA) – 7320 Hz (Shortwave)[11]